# Abbiamo trasmesso
Abbiamo trasmesso (titolo originale edizione americana And Be a Villain; edizione inglese More Deaths Than One) è l'undicesimo romanzo giallo di Rex Stout con Nero Wolfe protagonista.

## Trama
L'ospite di uno spettacolo radiofonico, Cyril Orchard, è avvelenato in diretta durante la réclame di una bevanda. Le cattive condizioni del suo conto in banca spingono Nero Wolfe a offrirsi di affrontare il caso per contrastare gli effetti della pubblicità negativa per la conduttrice, la stazione radiofonica e gli sponsor. Le indagini lo portano ad incontrare per la prima volta un misterioso criminale.
Abbiamo trasmesso è il primo dei tre romanzi che riguardano Arnold Zeck, temibile malvivente newyorkese; gli altri romanzi sono Nient'altro che la verità e Nelle migliori famiglie. In ognuno di essi, Zeck telefona a Wolfe per avvertirlo che le sue indagini potrebbero interferire con qualcosa di spiacevole. Ogni volta Wolfe rifiuta di cooperare, nonostante sia conscio delle inevitabili conseguenze.

### Personaggi principali
- Nero Wolfe: investigatore privato
- Archie Goodwin: suo assistente
- Fritz Brenner: cuoco e maggiordomo
- Saul Panzer: investigatore privato
- Lon Cohen: giornalista
- Madeline Fraser: diva della radio
- Deborah Koppel: sua impresaria
- Bill Meadows: attore della radio
- Nathan Traub: agente di pubblicità
- Elinor Vance: commediografa
- Tully Strong: segretario del Consiglio degli Organizzatori
- Nancylee Shepherd: ragazzina terribile
- Walter B. Anderson: presidente della Società Starlite
- Fred Owen: direttore delle pubbliche relazioni per la Starlite
- F. O. Savarese: professore universitario di matematica
- Cyril Orchard: direttore de "La fortuna a cavallo"
- Beula Poole: direttrice di "E poi?"
- W. T. Michaels: ginecologo
- Hilda Michaels: sua moglie
- Cramer: ispettore della Squadra Omicidi
- Purley Stebbins: sergente della Squadra Omicidi
- Arnold Zeck: genio del crimine

## Critica
"Selezionato come uno dei quattro migliori romanzi gialli di Stout da Barzun e Taylor, And Be a Villain è anche significativo come primo romanzo della trilogia di Zeck, nella quale Nero Wolfe affronta un simil-Moriarty, un Napoleone del Crime di nome Zeck. Forse la trilogia di Zeck era più interessante all'epoca (anche se Anthony Boucher la odiava) ma sappiamo tutti, oggi, che Wolfe e Archie sopravvivono allo scontro; perciò per me l'interesse principale del romanzo sta nell'enigma del delitto. Fortunatamente la parte di Zeck è molto piccola; conta solo poche pagine sparse, e l'enigma è buono. [...] Forse non è l'enigma più diabolico e intelligente del genere, ma è uno ben strutturato e piacevole da seguire. Il veleno, spesso usato in maniera creativa da Stout, è il metodo di omicidio principale. [...] I personaggi sono sufficientemente memorabili; tra di essi spicca un'adolescente presidente di un fan club radiofonico, della quale Archie si diverte a riprodurre lo slang nel dettaglio. Un buon libro, decisamente uno dei migliori di Stout, a mio parere."
Il titolo originale del romanzo è una citazione dell'Amleto di William Shakespeare, atto I, scena V, nel quale Amleto dice di suo zio, il Re Claudio: "That one may smile, and smile, and be a villain."
Nel capitolo 8 il Professor Savarese utilizza la formula della distribuzione normale, che secondo le sue teorie potrebbe essere usata come strumento nell'indagine criminale:
{\displaystyle f(x)={\frac {1}{\sqrt {2\pi \sigma ^{2}}}}\;e^{-{\frac {\left(x-\mu \right)^{2}}{2\sigma ^{2}}}}}
Sfortunatamente nella maggior parte delle edizioni la formula è stata stampata con qualche errore, inclusa la trasformazione del simbolo della radice quadra in una "V" maiuscola.

## Edizioni
- Rex Stout, Abbiamo trasmesso, traduzione di Ida Omboni, I Grandi Investigatori (n. 2), Arnoldo Mondadori Editore, 1994,  p. 171, ISBN 88-04-36425-4.